# Sunchang-eup
Sunchang-eup (koreanska: 순창읍) är en köping i kommunen Sunchang-gun i provinsen Norra Jeolla i den sydvästra delen av Sydkorea, 240 km söder om huvudstaden Seoul. Det är kommunens största ort och dess administrativa huvudort.